# 涪陵烏江大橋
涪陵乌江大桥位于重庆市涪陵城区，距乌江与长江汇合处2.8km，是一座跨越乌江重要桥梁。大桥西接兴华东路，东接涪清路，是103省道、105省道、303省道跨越乌江的共用通道，也是连接涪陵乌江两岸城市通道。大桥由四川省交通厅公路规划勘察设计研究院设计，四川公路桥梁工程总公司施工，于1989年建成通车。

## 技术参数
桥梁全长351.83米，主跨200m，桥宽12米，设计行车道为2车道，两边设1.5m的人行道，桥型为钢筋混凝土箱形拱桥。